# Strmec pri Polenšaku
Strmec pri Polenšaku je naselje v Občini Dornava.